# Lev Aleksejevič Bausin
Lev Aleksejevič Bausin, ruski vohun, inženir in častnik, * 22. maj 1928, Jaroslavl.

## Življenjepis
Rodil se je v družini Alekseja Fjodoroviča Bausina, ljudskega komisarja za naftno industrijo ZSSR in njegove žene Jevgenije Vasiljevne.
Med letoma 1945 in 1951 je študiral na Stalinovem inštitut za jeklo, kjer je opravil magisterij iz metalurgije, nato pa je bil rektrutiran v KGB. Opravil je dvoletni tečaj iz kriptografije. Leta 1956 je bil poslan na moskovsko Vojaško-diplomatsko akademijo, kjer je študiral arabske študije. 
Vohunsko kariero je pričel leta 1960 v Egiptu, kjer je uradno deloval kot ataše na veleposlaništvu. Kot vohun z uradno krinko je deloval v Iraku (1967-8), Južnem Jemenu (1968-71) in Libanonu (1976-8).